# Matrika Prasad Koirala
Pour les articles homonymes, voir Prasad (homonymie), Famille Koirala et Koirala.
Matrika Prasad Koirala est un homme d'État népalais, né le 1er janvier 1912 à Bénarès (Inde), mort le 11 septembre 1997 à Biratnagar.

## Biographie
Il a exercé les fonctions de Premier ministre du Népal à deux reprises :
- du 16 novembre 1951 au 14 août 1952 (fonctions cumulées avec celles de ministre des Affaires étrangères) ;
- du 15 juin 1953 au 14 avril 1955.

Président de 1950 à 1952 du Congrès népalais, parti fondé par son frère Bishweshwar, il quitte ce parti pour fonder, en 1953, le Rastriya Janata Parisad, qu'il présidera  jusqu'à sa mort.
Premier des cinq fils de Krishna Prasad Koirala et Divya Koirala, il est le frère de :
- Bishweshwar Prasad Koirala (1914-1982), Premier ministre du 27 mai 1959 au 15 décembre 1960,
- Girija Prasad Koirala (1925-2010), Premier ministre à quatre reprises :
  - du 26 mai 1991 au 30 novembre 1994 ;
  - du 15 avril 1998 au 31 mai 1999 ;
  - du 22 mars 2000 au 26 juillet 2001 ;
  - du 28 avril 2006 au 23 juillet 2008.

Il est également le grand-oncle de Manisha Koirala (née en 1970, petite-fille de Bishweshwar Prasad Koirala), actrice, réalisatrice et productrice de Bollywood, ancienne ambassadrice itinérante du Fonds des Nations unies pour la population.